# Mirjana Majurec
Mirjana Majurec (Split, 23. kolovoza 1952. – Zagreb, 2. travnja 2022.) bila je hrvatska kazališna, televizijska i filmska glumica.
Mirjana Majurec bila je supruga glumca Ivice Vidovića za kojeg se udala 1975., a s kojim je imala sina Luku. Deset godina kasnije udaje se po drugi put - za nogometaša Marka Mlinarića s kojim je otišla živjeti u Cannes, gdje je rodila drugog sina, Ivana. Početkom rata vraća se u Zagreb gdje se od Mlinarića rastavlja 1995. godine.
Nakon rastave nastavlja raditi u Zagrebu u Gavelli, a premda joj je ustanovljen rak dojke, ona uz liječenje i dalje s entuzijazmom radi u kazalištu, u kojem ima već preko 30 godina staža.
Preminula je u Zagrebu u dobi od 70 godina od raka dojke.

## Filmografija

### Televizijske uloge
- "Pod sretnom zvijezdom" kao Nera Nikolić (2011.)
- "Bibin svijet" kao knjižničarka (2009.)
- "Dobre namjere" kao Sunčinina majka političarka (2007.)
- "Naši i vaši" kao Biserka "Biba" (2000. – 2002.)
- "Gabrijel" kao Seka (1984.)
- "Velo misto" kao Ane (1981.)
- "Nepokoreni grad" kao Nada Galjer (1981.)
- "Tale" kao Keka (1977.)
- "Grlom u jagode" kao Divna (1976.)
- "Ima nade za nomade" (1976.)
- "U registraturi" kao Anica Kanonikova (1974.)
- "Kapelski kresovi" (1974.)

### Filmske uloge
- "Cvjetni trg" kao tajnica (2012.)
- "Ispod crte" kao bolničarka Nada (2003.)
- "Kad mrtvi zapjevaju" kao Maca Kapulica (1998.)
- "Kraljeva završnica" kao sekretarica (1987.)
- "Eter" (1985.)
- "Pet mrtvih adresa" (1984.)
- "Prah" (1980.)
- "Slučaj Filipa Franjića" (1978.)
- "Zašto je pile žuto, a koka nije?" (1977.)
- "Bombaški proces" (1977.)
- "Izbavitelj" kao Sonja Bošković (1976.)
- "Bog igre" (1975.)
- "Psihopati" (1974.)

## Vanjske poveznice
- Mirjana Majurec u internetskoj bazi filmova IMDb-u (engl.)
- Stranica na Gavella.hr  Arhivirana inačica izvorne stranice od 5. kolovoza 2009. (Wayback Machine)